# Brug 1142
Brug 1142 is een bouwkundig kunstwerk in Amsterdam-Zuidoost.
De voetbrug is gelegd over een gracht die de G-buurt van de K-buurt scheidt. Ze werd in 1968/1969 gebouwd. Het ontwerp van deze brug, maar ook van tientallen andere in de omgeving, is afkomstig van Dirk Sterenberg van de Dienst der Publieke Werken. De serie, waarvan ook brug 1110 deel uit maakt, is te herkennen aan de iele leuningen, gaten in de borstwering en het nummerplaatje in de leuningen. De overspanning wordt verzorgd door betonnen liggers.
De vier meter brede brug van 14,5 meter lengte ligt tussen de straten/flats Groeneveen en Kleiburg. In het zuiden landt ze onder wat lange tijd het langste viaduct van Amsterdam was: Bijlmerdreefmetrobrug. 
de brug valt geheel in het niet ten opzichte van de enorme Bijlmerdreefmetrobrug (brug 1613) van Sterenbergs collegae Sier van Rhijn en Ben Spängberg.
<<< · 1100 · 1101 · 1107 · 1008 · 1009 · 1110 · 1111 · 1119 · 1121 · 1122 · 1123 · 1124 · 1125 · 1126 · 1127 · 1128 · 1129 · 1130 · 1131 · 1132 · 1133 · 1134 · 1135 · 1139 · 1140 · 1141 · 1142 · 1143 · 1144 · 1145 · 1146 · 1148 · 1149 · 1150 · 1151 · 1152 · 1153 · 1154 · 1155 · 1156 · 1157 · 1159 · 1162 · 1163 · 1164 · 1165 · 1167 · 1170 · 1171 · 1172 · 1173 · 1174 · 1175 · 1176 · 1177 · 1179 · 1180 · 1181 · 1182 · 1183 · 1184 · 1186 · 1187 · 1188 · 1189 · 1190 · 1191 · 1192 · 1193 · 1194 · 1195 · 1196 · 1197 · 1198 · 1199 · >>>
Brugnummers 1102-1106 (gesloopt), 1112-1118 (gesloopt), 1120, 1136-1138, 1145, 1147, 1158 (onbekend), 1160, 1161, 1166, 1168, 1169, 1178 en 1185 (voetbrug Bijlmerweide bouw 1970, sloop 2015) zijn niet (meer) vergeven.